# CD Ñublense

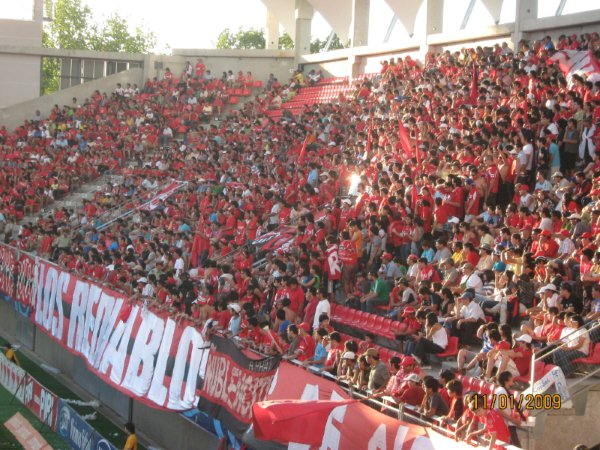
supporters van Ñublense in Municipal Nelson Oyarzún Arenas

Club de Deportes Ñublense is een Chileense voetbalclub uit Chillán. De club werd opgericht op 20 augustus 1916. De thuiswedstrijden worden in het Estadio Municipal Nelson Oyarzún Arenas gespeeld, dat plaats biedt aan 12.000 toeschouwers. De clubkleuren zijn rood-wit. In 2015 speelde de club voor het laatst in de hoogste klasse.

## Bekende (oud-)spelers
- Carlos Chandía
- Álvaro Ormeño
- Mario Osbén
- Jorge Acuña

## Trainer-coaches
- Martín García (1959)
- Adolfo Rodríguez (1961)
- Óscar Andrade (1968)
- Guillermo Martín Montenegro (1968)
- Pedro Morales (1971)
- Isaac Carrasco (1976)
- Orlando Aravena (1977)
- Alex Veloso (1978)
- Juan Carlos Gangas (1978)
- Nelson Oyarzún (1978)
- Hernan Godoy (1979)
- Manuel Rodríguez Vega (1980)
- Hector Jara (1981)
- Juan Rodríguez Vega (1981)
- David Gaete Urbano (1981-1982)
- Alex Veloso (1984-1985)
- Leonidas Palacios López (1985)
- Esaú Bravo (1985-1986)
- Humberto Cruz (1986)
- Isaac Carrasco (1987-1988)
- Jaime Campos (1988)
- Esaú Bravo (1988)
- Juan Inostroza (1989)
- Sergio Gutiérrez (1990)
- Rolando García (1991)
- Esaú Bravo (1992-1993)
- Luis Godoy (1993)
- Eduardo de la Barra (1993-1994)
- Esaú Bravo (1994-1995)
- Hugo Solis (1996)
- Rolando García (1996)
- Manfredo González (1996)
- Rodolfo Venegas Villagran (1997)
- Esaú Bravo (1997-1998)
- Eduardo Cortazar Gatica (1998)
- Daniel Montilla (1999)
- Jaime Vera (2000)
- Julio Suazo (2000)
- Esaú Bravo (2000)
- Manuel Lara (2001)
- Hector Pineda (2001)
- Manfredo González (2001)
- Eduardo Cortazar (2002)
- Pedro Pablo Díaz (2003)
- Esaú Bravo (2004)
- Luis Marcoleta (2004-2007)
- Fernando Díaz (2008-2009)
- Ricardo Toro (2009)
- Óscar del Solar (2010)
- Ricardo Toro (2010)
- Luis Marcoleta (2010-2011)
- Jorge Luis Garcés (2011)
- Carlos Rojas (2011–2013)
- Ivo Basay (2014–2015)
- Fernando Díaz (2015)
- Pablo Abraham (2016–2017)
- Emiliano Astorga (2017–2018)

Barnechea · 
Cobreloa · 
Deportes Copiapó · 
Deportes La Serena · 
Magallanes · 
Deportes Melipilla ·
Ñublense ·
Deportes Puerto Montt · 
Rangers ·
Unión San Felipe · 
San Luis · 
Deportes Santa Cruz · 
Santiago Morning · 
Santiago Wanderers · 
Deportes Temuco · 
Deportes Valdivia